# 토머스 고든

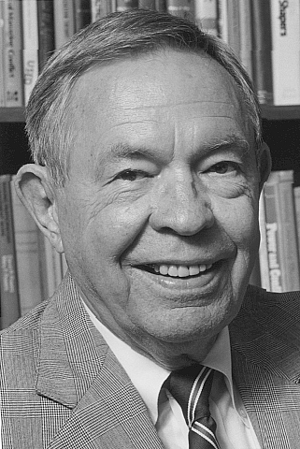
토머스 고든

토머스 고든(영어: Thomas Gordon, 1918년 3월 11일 ~ 2002년 8월 26일)은 미국의 심리학자이다. 효과적인 의사 소통과 갈등 해결을 결합한 '고든 모델'(Gordon Model) 또는 '고든 방식'(Gordon Method)을 제시한 선구자로 널리 알려져 있다.

## 생애
캘리포니아주 출신인 토머스 고든은 인디애나주에 위치한 드퍼 대학교를 졸업한 이후에 오하이오 주립 대학교에서 심리학 석사 학위를 취득했다. 1942년부터 1946년까지 미국 공군 교관으로 복무했다. 오하이오 주립 대학교, 시카고 대학교 교수로 근무하고 있던 심리학자인 칼 로저스의 제자가 된 이후에는 집단 중십 리더십 모델에 관한 연구를 진행했고 1949년에는 시카고 대학교에서 심리학 박사 학위를 취득했다.
토머스 고든은 가정, 학교, 직장에서 좋은 관계를 유지하거나 향상시키는 기술, 상대방과의 갈등을 해결할 수 있는 기술을 제시했다. 1950년대에는 민주적이고 협동적인 리더십 모델을 제시하는 한편 효과적인 의사 소통과 갈등 해결 기술을 기반으로 하는 과정인 리더 효율성 교육(Leader Effectiveness Training, L.E.T.)을 제시했다. 이러한 과정은 포천 500대 기업을 비롯한 전 세계의 여러 기업에서 시행되고 있다.
1962년에는 부모와 자녀 간의 의사 소통과 갈등 해결 과정을 결합한 훈련 방식인 부모 효율성 교육(Parent Effectiveness Training, P.E.T.)을 미국에서 처음으로 제시했다. 1974년에는 노엘 버치(Noel Burch)와 함께 교사와 학생 간의 의사 소통과 갈등 해결 과정을 결합한 훈련 방식인 교사 효율성 교육(Teacher Effectiveness Training, T.E.T.)에 관한 저서를 집필했다. 토머스 고든이 제시한 교사 효율성 교육은 전 세계에서 학교의 권위주의적인 가르침과 징벌적인 규율을 철폐하는 모델로 여겨졌다.
토머스 고든은 전 세계 28개국에서 750만 부 이상이 판매된 8권의 심리학 저서를 집필했다. 1970년에는 백악관에서 열린 어린이를 위한 회의에서 자문 위원으로 참여하는 한편 백악관 연수 프로그램에서 초청 연사로도 활동했다. 1974년에는 캘리포니아주 솔라나비치에서 고든 트레이닝 인터내셔널(Gordon Training International)을 설립하면서 효과적인 의사 소통과 갈등 해결 기술의 개발과 보급에 전념했다.
1997년, 1998년, 1999년에는 노벨 평화상 후보로 추천되었으며 1999년에는 심리학에 대한 항구적인 기여를 남긴 사실을 인정받아 미국 심리학회로부터 금메달을 수상했다. 2000년에는 미국 캘리포니아주 심리학회로부터 평생공로상을 수상했다.

## 참고 문헌
- About Thomas Gordon
- Origins of the Gordon Model 보관됨 2010-12-21 - 웨이백 머신
- Gordon, Thomas. (2000). 1st rev. pbk. ed edition Three Rivers Press. ISBN 0-609-80693-9 ISBN 978-0609806937